# 新海德帕克 (紐約州)
新海德帕克（英語：New Hyde Park）是位於美國紐約州拿騷縣的村。

## 人口
根據2020年美國人口普查的數據，新海德帕克的面積為2.20平方千米，皆為陸地。當地共有人口10257人，而人口密度為每平方千米4,662人。